# Кролевецький комбінат хлібопродуктів
Кролевецький комбінат хлібопродуктів — філією ПАТ «Державна продовольчо-зернова корпорація України». Основний вид діяльності підприємства — виробництво сортового пшеничного борошна, висівок, а також розсипних і гранульованих комбікормів, приймання, сушіння, очищення, зберігання та відвантаження зернових, зернобобових і олійних культур.
З 1985 року у складі Кролевецького комбінату хлібопродуктів знаходяться 5 зерносховищ ємністю 9600 тонн, склад готової продукції місткістю 1400 тонн, склад комбікормів — 3200 тонн, стаціонарна зерносушарка продуктивністю 32 тонни на годину, автоприйом з 15 і 30-тонними автомобілерозвантажувачами, 10 і 30-тонними автомобільними вагами.
В 1987 році введений в експлуатацію млин потужністю 500 тонн переробки зерна на добу, будівництво якого розпочалося в 1983 році. Його річна потужність становить 114,5 тис. тонн сортового пшеничного борошна. Борошно виготовляється за швейцарською технологією. Завод працює в автоматичному режимі. Для підвищення ефективності переробки пшениці з різними якісними показниками, підготовку зерна до помелу проводять по двох секціях. Контроль за дотриманням технологічного процесу виконує акредитована виробничо-технологічна лабораторія. На млині, оснащеному високопродуктивним першокласним устаткуванням, встановлена лінія по розфасовці борошна в тару по 2, 5, 10, 15, 20, 25 і 50 кг. Така асортиментна група фасованої продукції здатна задовольнити навіть найвимогливішого споживача.
В 1988 році введена в експлуатацію друга виробнича лінія — комбікормовий завод, потужністю 250 тонн розсипних комбікормів на добу. У виробничому корпусі встановлено 2 гранулятори, загальною добовою продуктивністю 150 тонн на добу. Комбікормовий завод має 14 технологічних ліній, працює в автоматичному режимі і виробляє чотири основні класи комбікормів — свинячий, комбікорм для великої рогатої худоби, пташиний та рибний, кожен з яких має декілька видів. Для зберігання зернової сировини завод має склади силосного типу місткістю 2000 тонн, 2 типових склади для зберігання борошнистої сировини місткістю 400 тонн і для висівок — 150 тонн. Сировина в тарі зберігається в складі на піддонах місткістю 650 тонн. Готова продукція в розсипному і гранульованому вигляді розміщується в силосах ємністю 1400 тонн. Склад готової продукції має пункти відвантаження на авто- і залізничний транспорт.
Важливою ланкою у виробничому ланцюзі підприємства є елеватор, загальною ємністю 54 тис. тонн, основна функція якого — приймання, доведення до базисних кондицій зернових культур, їх зберігання та відвантаження. Елеватор оснащений комплексною автоматичною системою управління технологічним процесом, що забезпечує комп'ютерний контроль якості і кількості продукції на зберіганні.
Для розширення кола споживачів продукції, комбінат бере участь у різних спеціалізованих виставках в Україні та за її межами. Проводиться активна рекламна кампанія діяльності підприємства, тому кролевецьке борошно відоме далеко за межами Сумського регіону. На сьогодні великі партії продукції комбінату відпускаються хлібозаводам, пекарням, кондитерським фабрикам, оптово-закупівельним і торговим фірмам України в Чернігівську, Київську, Полтавську, Харківську, Донецьку, Луганську, Львівську, Івано-Франківську і Закарпатську області.
Завдяки успішній діяльності, Кролевецький комбінат отримав визнання Асамблеї ділових кіл України. За високу якість продукції підприємство нагороджене знаком і дипломом «Вища проба» та Європейським знаком якості, а за бездоганну репутацію в бізнесі підприємство отримало почесну нагороду «Золотий ягуар», знак і диплом «Діловий імідж України»[джерело?].